# Sylvain Guintoli
Sylvain Guintoli (Montélimar, 24 giugno 1982) è un pilota motociclistico francese, collaudatore della Suzuki dal 2018.
Ha vinto il Campionato mondiale Superbike nel 2014, e si è aggiudicato la 24 ore di Le Mans di motociclismo nel 2021.

## Biografia
Sposato dal 2006 con Caroline, ha avuto sei figli; Luca, di soli 6 anni, è prematuramente scomparso il 30 luglio 2025, dopo aver combattuto contro un tumore maligno diagnosticatogli nell'agosto 2024.

## Carriera

### Gli inizi
I suoi primi risultati di una certa rilevanza sono la conquista del titolo nazionale francese nel 2000 e la partecipazione, sempre lo stesso anno, al Campionato Europeo Velocità della classe 250 alla guida di una Honda. Ha terminato il campionato in terza posizione.

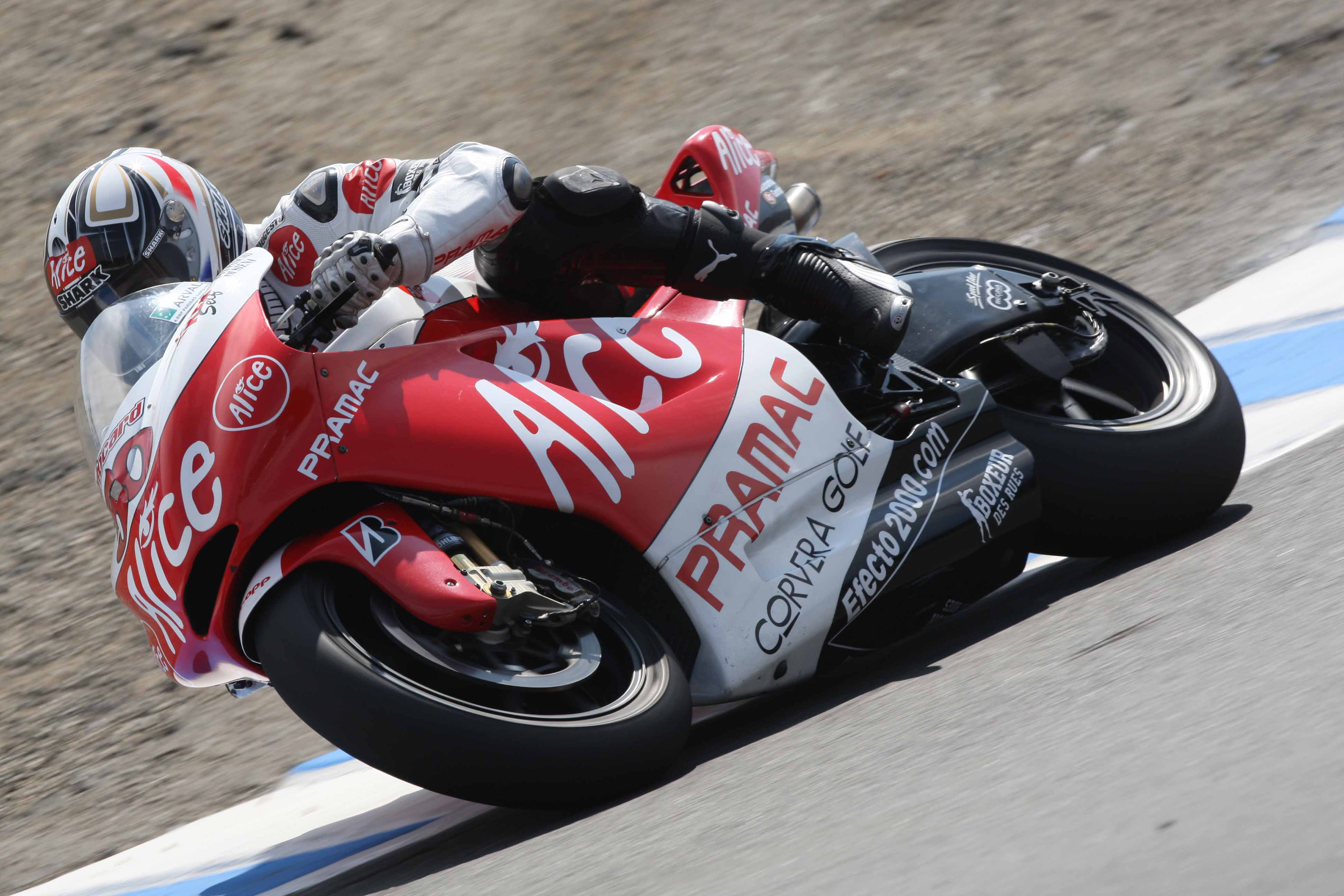
Guintoli nel 2008 a Laguna Seca con la Ducati Desmosedici del Team Pramac.

Sempre nel 2000 ha avuto l'occasione di esordire nel motomondiale grazie ad una wild card che gli è stata offerta per correre il Gran Premio motociclistico di Francia, gara che comunque non è riuscito a portare a termine.

### Classe 250
Nel motomondiale 2001 ha potuto partecipare al mondiale con maggiore costanza a bordo di una Aprilia, classificandosi al 14º posto al termine della stagione. Nel 2002 registra un'unica presenza come wildcard in MotoGP nel GP della Repubblica Ceca ma con una Yamaha YZR500 del team Yamaha Tech 3, tornando poi l'anno successivo con l'Aprilia RSV 250 del team Campetella Racing in 250, dove si classifica 10º e coglie il suo primo podio in occasione del GP d'Olanda.
Nelle annate 2004 e 2005 è rimasto sempre nella stessa classe e con la stessa moto raccogliendo un discreto numero di piazzamenti che gli hanno permesso di essere classificato rispettivamente in quattordicesima e decima posizione. Nel motomondiale 2006 ha corso con il numero 50, sempre in un team dell'Aprilia con Jules Cluzel come compagno di squadra. 

### MotoGP
Nel motomondiale 2007 ha corso in MotoGP con il team francese Yamaha Tech 3, equipaggiato da gomme Dunlop; ha come compagno di squadra il giapponese Makoto Tamada e conclude la stagione con un buon crescendo di risultati terminando al 16º posto con 50 punti e mostrando buone doti velocistiche nelle operazioni di qualifica. Nel 2008 passa alla Ducati, sempre in MotoGP, nell'Alice Team di Luis D'Antin, con compagno di squadra Toni Elías. Mantiene grossomodo i livelli dell'anno precedente anche se, con qualche exploit, riesce a concludere in classifica al 13º posto con 67 punti.

### Mondiale Superbike
Nella stagione 2009 passa al campionato britannico Superbike e gareggia con la Suzuki GSX-R1000 del team Crescent Suzuki. Il 12 ottobre 2009 viene annunciata la sua partecipazione nel 2010 al campionato mondiale Superbike con una Suzuki GSX-R1000 del team Suzuki Alstare. Prende punti in tutte le gare in calendario (ad eccezione di gara 1 al gran premio di Francia dove viene squalificato per non aver rispettato il ride-through) ma non ottiene nessun posizionamento a podio, conclude settimo nella classifica piloti con 197 punti.

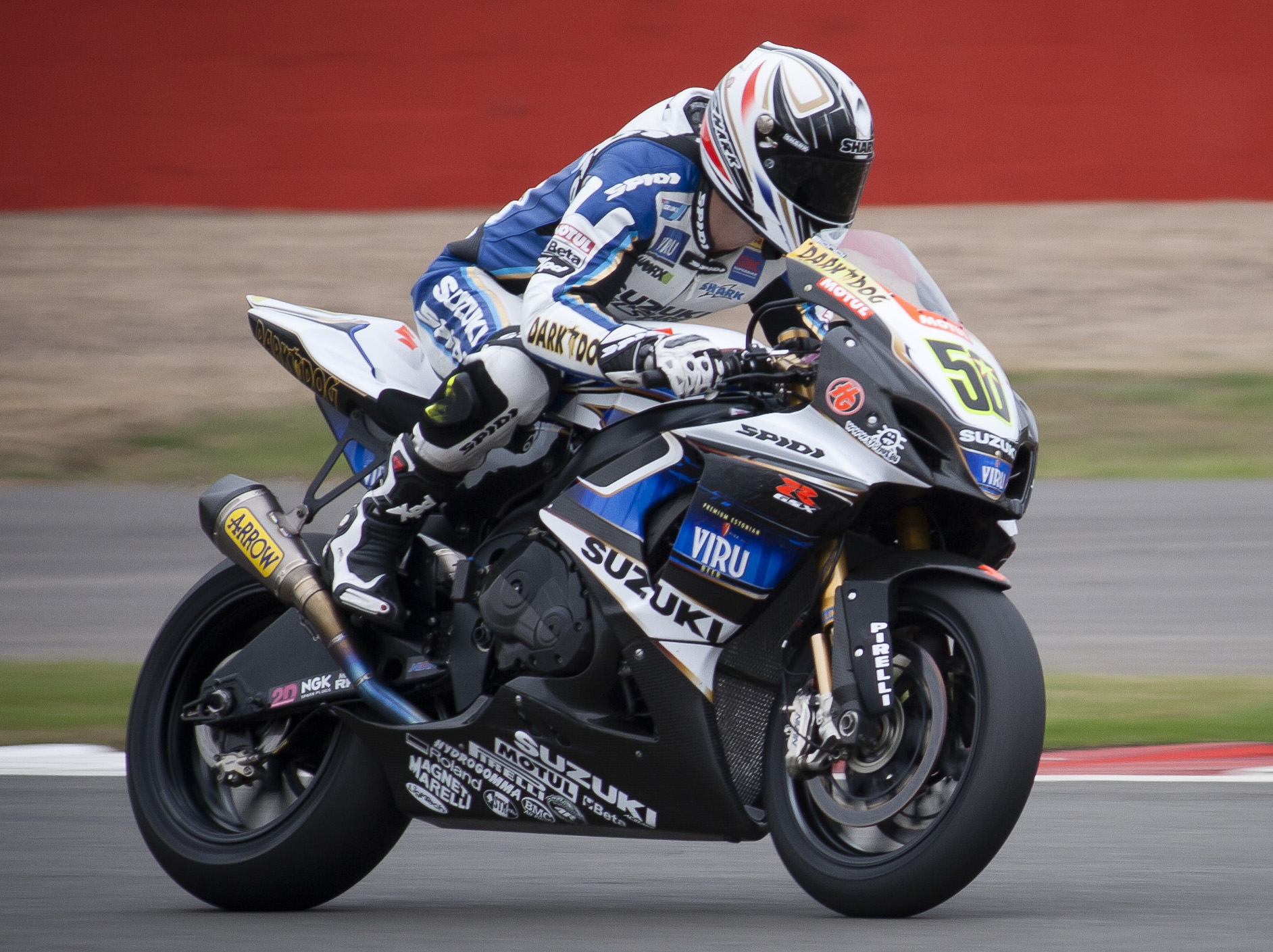
Guintoli nel 2010 in sella alla Suzuki GSX-R1000 del Team Alstare.

Nel 2011 passa alla guida della Ducati 1098R, gareggiando per il team Effenbert - Liberty Racing e conquistando un ottimo terzo posto sul circuito del Miller Motorsports Park. Nella stessa stagione sostituisce in MotoGP l'infortunato Loris Capirossi sulla Ducati Desmosedici GP11 del team Pramac Racing nel GP di Germania. Nel 2012 ottiene tre vittorie prestigiose in una stagione piena di alti e bassi.
Per il 2013 viene ingaggiato dal team Aprilia Racing con l'Aprilia RSV4 Factory (moto che l'anno precedente guidava Max Biaggi). È stato riconfermato per la stagione 2014 e non ha deluso le aspettative aggiudicandosi nella giornata del 2 novembre 2014 il titolo di campione del mondo Superbike battendo il campione in carica Tom Sykes in Qatar: infatti ha vinto ambedue le corse dell'ultima gara con distacchi notevoli sugli antagonisti. Notevole, nell'anno del mondiale, il fatto che il pilota francese abbia portato a termine tutte le gare in calendario, finendo sempre a punti e sempre nei primi 10.
Per il 2015 viene ingaggiato dal team Pata Honda, per correre nel mondiale Superbike in sella alla Honda CBR1000RR SP, il compagno di squadra è l'olandese Michael van der Mark fresco vincitore del mondiale Supersport. Nonostante due campioni del mondo in squadra, la moto non è molto competitiva e Guintoli non è in grado di difendere il titolo, dovrà accontentarsi infatti del sesto posto in classifica finale con 218 punti all'attivo, comunque davanti di qualche lunghezza al compagno di squadra. Unica soddisfazione stagionale: il podio ottenuto in gara 1 nel gran premio di casa sulla pista di Magny-Cours, in condizioni di pista parzialmente bagnata.
Per il 2016 si trasferisce nel team Pata Yamaha per guidare, insieme all'inglese Alex Lowes la YZF-R1. Durante la Superpole 2 del Gran Premio d'Italia a Imola cade procurandosi una lieve frattura al malleolo sinistro ed è quindi costretto a saltare l'evento ed i successivi Gran Premi, il suo posto in squadra viene preso prima dall'americano Cameron Beaubier poi dall'italiano Niccolò Canepa, entrambi piloti Yamaha in questa stagione, impegnati in altri campionati. Guintoli rientra in squadra a metà settembre, in occasione del Gran Premio di Germania al Lausitzring. Riesce a chiudere al terzo posto gara 1 nel Gran Premio del Qatar a Losail, ottenendo il primo podio stagionale per Yamaha. Chiude la stagione all'undicesimo posto in classifica piloti con 141 punti ottenuti.

### British Superbike, collaudatore Suzuki e gare di durata
Nel 2017 si trasferisce nel campionato Britannico Superbike alla guida di una Suzuki GSX-R1000 del team Hawk, il compagno di squadra in questa stagione è il britannico Taylor Mackenzie. In questa stagione è chiamato a sostituire l'infortunato Álex Rins in sella alla Suzuki GSX-RR del team Suzuki Ecstar in occasione dei Gran Premi di Francia, Italia e Catalogna della classe MotoGP, totalizzando un punto. Sempre in questa stagione partecipa agli ultimi due Gran Premi del campionato mondiale Superbike in sella ad una Kawasaki ZX-10R del team Puccetti Racing in qualità di pilota sostitutivo raccogliendo trentaquattro punti e il diciottesimo posto in classifica piloti. Nel 2018 svolge il ruolo di pilota collaudatore per il team di MotoGP Suzuki Ecstar, correndo come wild-card nei Gran Premi di Catalogna, Repubblica Ceca e Giappone.
Nel 2019 corre come wild-card in Catalogna, Repubblica Ceca e Giappone e sostituisce Joan Mir infortunato a Silverstone. Totalizza 7 punti chiudendo al venticinquesimo posto tra i piloti. Nel 2021 vince il mondiale Endurance in equipaggio con Xavier Siméon e Gregg Black. Nel 2023 gareggia nuovamente nel mondiale Endurance con il team Yoshimura in equipaggio con Gregg Black e Etienne Masson, conquistando la sua seconda Bol d'Or. Prosegue nel mondiale Endurance anche nel 2024, anno in cui passa a BMW; in equipaggio con Illia Mykhalchyk e Markus Reiterberger si classifica al terzo posto.

## Risultati in gara

### Motomondiale

#### Classe 250
| 2000 | Classe | Moto  |  |  |  |  |     |  |  |  |  |  |  |  |  |  |  |  |  | Punti | Pos. |
| ---- | ------ | ----- |  |  |  |  | --- |  |  |  |  |  |  |  |  |  |  |  |  | ----- | ---- |
| 2000 | 250    | Honda |  |  |  |  | Rit |  |  |  |  |  |  |  |  |  |  |  |  | 0     |      |

| 2001 | Classe | Moto    |    |    |     |    |     |    |   |   |     |    |     |    |    |     |   |    |  | Punti | Pos. |
| ---- | ------ | ------- | -- | -- | --- | -- | --- | -- | - | - | --- | -- | --- | -- | -- | --- | - | -- |  | ----- | ---- |
| 2001 | 250    | Aprilia | 15 | 12 | Rit | 14 | Rit | 18 | 4 | 7 | Rit | 13 | Rit | 16 | 16 | Rit | 9 | 11 |  | 44    | 14º  |

| 2003 | Classe | Moto    |    |   |     |   |   |   |   |     |     |   |   |   |     |    |     |   |  | Punti | Pos. |
| ---- | ------ | ------- | -- | - | --- | - | - | - | - | --- | --- | - | - | - | --- | -- | --- | - |  | ----- | ---- |
| 2003 | 250    | Aprilia | 10 | 9 | Rit | 6 | 5 | 8 | 3 | Rit | Rit | 8 | 7 | 4 | Rit | NP | Rit | 4 |  | 101   | 10º  |

| 2004 | Classe | Moto    |    |     |     |    |   |     |    |    |    |     |     |    |    |     |   |     |  | Punti | Pos. |
| ---- | ------ | ------- | -- | --- | --- | -- | - | --- | -- | -- | -- | --- | --- | -- | -- | --- | - | --- |  | ----- | ---- |
| 2004 | 250    | Aprilia | 15 | Rit | Rit | 13 | 7 | Rit | 12 | 10 | 10 | Rit | Rit | 19 | 11 | Rit | 8 | Rit |  | 42    | 14º  |

| 2005 | Classe | Moto    |     |   |    |   |     |   |    |    |   |    |    |    |   |   |    |   |    | Punti | Pos. |
| ---- | ------ | ------- | --- | - | -- | - | --- | - | -- | -- | - | -- | -- | -- | - | - | -- | - | -- | ----- | ---- |
| 2005 | 250    | Aprilia | Rit | 8 | 12 | 9 | Rit | 8 | 12 | NE | 9 | 11 | 10 | 10 | 9 | 9 | 10 | 9 | 14 | 84    | 10º  |

| 2006 | Classe | Moto    |   |   |   |    |   |    |   |     |   |    |    |   |   |     |     |   |    | Punti | Pos. |
| ---- | ------ | ------- | - | - | - | -- | - | -- | - | --- | - | -- | -- | - | - | --- | --- | - | -- | ----- | ---- |
| 2006 | 250    | Aprilia | 9 | 6 | 6 | 12 | 9 | 11 | 8 | Rit | 8 | 10 | NE | 8 | 7 | Rit | Rit | 8 | 10 | 96    | 9º   |

| Legenda | 1º posto        | 2º posto            | 3º posto            | A punti      | Senza punti        | Grassetto – Pole position Corsivo – Giro più veloce |
| Legenda | Gara non valida | Non qual./Non part. | Ritirato/Non class. | Squalificato | '-' Dato non disp. | Grassetto – Pole position Corsivo – Giro più veloce |

#### MotoGP
| 2002 | Classe | Moto   |  |  |  |  |  |  |  |  |  |    |  |  |  |  |  |  |  |  |  | Punti | Pos. |
| ---- | ------ | ------ |  |  |  |  |  |  |  |  |  | -- |  |  |  |  |  |  |  |  |  | ----- | ---- |
| 2002 | MotoGP | Yamaha |  |  |  |  |  |  |  |  |  | 17 |  |  |  |  |  |  |  |  |  | 0     |      |

| 2007 | Classe | Moto   |    |    |    |    |    |    |    |    |    |     |    |    |    |    |   |    |    |    |  | Punti | Pos. |
| ---- | ------ | ------ | -- | -- | -- | -- | -- | -- | -- | -- | -- | --- | -- | -- | -- | -- | - | -- | -- | -- |  | ----- | ---- |
| 2007 | MotoGP | Yamaha | 15 | 15 | 15 | 13 | 10 | 14 | 14 | 16 | 14 | Rit | 13 | 13 | 12 | 14 | 4 | 14 | 19 | 11 |  | 50    | 16º  |

| 2008 | Classe | Moto   |    |    |    |    |    |    |    |    |    |   |    |    |    |   |    |    |    |    |  | Punti | Pos. |
| ---- | ------ | ------ | -- | -- | -- | -- | -- | -- | -- | -- | -- | - | -- | -- | -- | - | -- | -- | -- | -- |  | ----- | ---- |
| 2008 | MotoGP | Ducati | 15 | 16 | 14 | 15 | 13 | 11 | 13 | 13 | 10 | 6 | 12 | 12 | 11 | 7 | 14 | 14 | 13 | 12 |  | 67    | 13º  |

| 2011 | Classe | Moto   |  |  |  |  |  |  |  |  |    |  |  |  |  |  |  |  |  |  |  | Punti | Pos. |
| ---- | ------ | ------ |  |  |  |  |  |  |  |  | -- |  |  |  |  |  |  |  |  |  |  | ----- | ---- |
| 2011 | MotoGP | Ducati |  |  |  |  |  |  |  |  | 17 |  |  |  |  |  |  |  |  |  |  | 0     |      |

| 2017 | Classe | Moto   |  |  |  |  |    |    |    |  |  |  |  |  |  |  |  |  |  |  |  | Punti | Pos. |
| ---- | ------ | ------ |  |  |  |  | -- | -- | -- |  |  |  |  |  |  |  |  |  |  |  |  | ----- | ---- |
| 2017 | MotoGP | Suzuki |  |  |  |  | 15 | 17 | 17 |  |  |  |  |  |  |  |  |  |  |  |  | 1     | 27º  |

| 2018 | Classe | Moto   |  |  |  |  |  |  |     |  |  |    |  |  |  |  |  |    |  |  |  | Punti | Pos. |
| ---- | ------ | ------ |  |  |  |  |  |  | --- |  |  | -- |  |  |  |  |  | -- |  |  |  | ----- | ---- |
| 2018 | MotoGP | Suzuki |  |  |  |  |  |  | Rit |  |  | 19 |  |  |  |  |  | 21 |  |  |  | 0     |      |

| 2019 | Classe | Moto   |  |  |  |  |  |  |    |  |  |    |  |    |  |  |  |    |  |  |  | Punti | Pos. |
| ---- | ------ | ------ |  |  |  |  |  |  | -- |  |  | -- |  | -- |  |  |  | -- |  |  |  | ----- | ---- |
| 2019 | MotoGP | Suzuki |  |  |  |  |  |  | 13 |  |  | 20 |  | 12 |  |  |  | 20 |  |  |  | 7     | 25º  |

| Legenda | 1º posto        | 2º posto            | 3º posto            | A punti      | Senza punti        | Grassetto – Pole position Corsivo – Giro più veloce |
| Legenda | Gara non valida | Non qual./Non part. | Ritirato/Non class. | Squalificato | '-' Dato non disp. | Grassetto – Pole position Corsivo – Giro più veloce |

### Campionato mondiale Superbike
| 2009 | Moto   |  |  |  |  |  |  |  |  |  |  |  |  |  |  |  |  |  |  |  |  |  |  |  |  |  |  |     |    | Punti | Pos. |
| ---- | ------ |  |  |  |  |  |  |  |  |  |  |  |  |  |  |  |  |  |  |  |  |  |  |  |  |  |  | --- | -- | ----- | ---- |
| 2009 | Suzuki |  |  |  |  |  |  |  |  |  |  |  |  |  |  |  |  |  |  |  |  |  |  |  |  |  |  | Rit | 10 | 6     | 33º  |

| 2010 | Moto   |   |   |    |   |   |   |    |    |    |   |    |    |   |   |   |   |   |   |    |   |   |   |   |   |    |   |  |  | Punti | Pos. |
| ---- | ------ | - | - | -- | - | - | - | -- | -- | -- | - | -- | -- | - | - | - | - | - | - | -- | - | - | - | - | - | -- | - |  |  | ----- | ---- |
| 2010 | Suzuki | 6 | 4 | 13 | 9 | 9 | 6 | 14 | 13 | 10 | 7 | 10 | 15 | 8 | 6 | 5 | 6 | 4 | 7 | 12 | 7 | 8 | 6 | 9 | 8 | SQ | 4 |  |  | 197   | 7º   |

| 2011 | Moto   |     |    |    |    |     |    |    |   |   |   |   |   |    |    |    |   |   |   |   |   |   |   |   |   |   |   |  |  | Punti | Pos. |
| ---- | ------ | --- | -- | -- | -- | --- | -- | -- | - | - | - | - | - | -- | -- | -- | - | - | - | - | - | - | - | - | - | - | - |  |  | ----- | ---- |
| 2011 | Ducati | Rit | NP | 11 | 11 | Rit | 10 | 12 | 7 | 3 | 7 | 7 | 7 | 11 | 11 | 20 | 9 | 6 | 6 | 6 | 2 | 6 | 7 | 6 | 5 | 2 | 5 |  |  | 210   | 6º   |

| 2012 | Moto   |   |     |     |    |   |   |    |    |   |   |    |    |   |     |    |    |  |  |    |   |     |    |   |    |   |   |   |   | Punti | Pos. |
| ---- | ------ | - | --- | --- | -- | - | - | -- | -- | - | - | -- | -- | - | --- | -- | -- |  |  | -- | - | --- | -- | - | -- | - | - | - | - | ----- | ---- |
| 2012 | Ducati | 3 | Rit | Rit | 11 | 1 | 2 | AN | NP | 8 | 5 | 12 | 10 | 8 | Rit | 12 | 13 |  |  | 16 | 1 | Rit | 11 | 6 | 10 | 3 | 4 | 1 | 3 | 213,5 | 7º   |

| 2013 | Moto    |   |   |   |   |   |   |   |   |   |   |   |   |     |   |   |    |   |   |   |   |   |   |   |   |   |   |   |   | Punti | Pos. |
| ---- | ------- | - | - | - | - | - | - | - | - | - | - | - | - | --- | - | - | -- | - | - | - | - | - | - | - | - | - | - | - | - | ----- | ---- |
| 2013 | Aprilia | 1 | 2 | 2 | 2 | 3 | 6 | 4 | 4 | 3 | 2 | 2 | 2 | Rit | 3 | 6 | AN | 4 | 6 | 4 | 5 | 4 | 3 | 5 | 5 | 2 | 3 | 4 | 3 | 402   | 3º   |

| 2014 | Moto    |   |   |   |   |   |   |   |   |   |   |   |   |   |   |   |   |   |   |   |   |   |   |   |   |  |  |  |  | Punti | Pos. |
| ---- | ------- | - | - | - | - | - | - | - | - | - | - | - | - | - | - | - | - | - | - | - | - | - | - | - | - |  |  |  |  | ----- | ---- |
| 2014 | Aprilia | 3 | 1 | 6 | 4 | 1 | 9 | 5 | 3 | 7 | 3 | 2 | 2 | 5 | 4 | 2 | 7 | 2 | 2 | 2 | 2 | 1 | 2 | 1 | 1 |  |  |  |  | 416   | 1º   |

| 2015 | Moto  |   |   |   |   |   |     |   |   |   |     |   |   |   |   |   |   |   |     |   |   |    |   |   |   |    |   |  |  | Punti | Pos. |
| ---- | ----- | - | - | - | - | - | --- | - | - | - | --- | - | - | - | - | - | - | - | --- | - | - | -- | - | - | - | -- | - |  |  | ----- | ---- |
| 2015 | Honda | 7 | 5 | 5 | 6 | 9 | Rit | 8 | 7 | 5 | Rit | 8 | 8 | 5 | 6 | 9 | 9 | 7 | Rit | 4 | 4 | 10 | 9 | 3 | 6 | 10 | 5 |  |  | 218   | 6º   |

| 2016 | Moto   |   |   |   |   |   |    |     |    |    |    |     |     |     |     |     |     |     |     |   |   |   |   |   |   |   |   |  |  | Punti | Pos. |
| ---- | ------ | - | - | - | - | - | -- | --- | -- | -- | -- | --- | --- | --- | --- | --- | --- | --- | --- | - | - | - | - | - | - | - | - |  |  | ----- | ---- |
| 2016 | Yamaha | 6 | 5 | 7 | 6 | 9 | 10 | Rit | 11 | NP | NP | Inf | Inf | Inf | Inf | Inf | Inf | Inf | Inf | 9 | 5 | 9 | 8 | 6 | 5 | 3 | 4 |  |  | 141   | 11º  |

| 2017 | Moto     |  |  |  |  |  |  |  |  |  |  |  |  |  |  |  |  |  |  |  |  |  |  |   |   |   |   |  |  | Punti | Pos. |
| ---- | -------- |  |  |  |  |  |  |  |  |  |  |  |  |  |  |  |  |  |  |  |  |  |  | - | - | - | - |  |  | ----- | ---- |
| 2017 | Kawasaki |  |  |  |  |  |  |  |  |  |  |  |  |  |  |  |  |  |  |  |  |  |  | 6 | 8 | 8 | 8 |  |  | 34    | 18º  |

| Legenda | 1º posto        | 2º posto            | 3º posto           | A punti      | Senza punti        | Grassetto – Pole position Corsivo – Giro più veloce |
| Legenda | Gara non valida | Non qual./Non part. | Ritirato/Non class | Squalificato | '-' Dato non disp. | Grassetto – Pole position Corsivo – Giro più veloce |